# NGC 6722
NGC 6722 é uma galáxia espiral (Sb) localizada na direcção da constelação de Pavo. Possui uma declinação de -64° 53' 42" e uma ascensão recta de 19 horas, 03 minutos e 40,1 segundos.
A galáxia NGC 6722 foi descoberta em 8 de Junho de 1836 por John Herschel.